# Edivaldo Hermoza
Edivaldo Hermoza, bolivijski nogometaš, * 17. november 1985.
Za bolivijsko reprezentanco je odigral 11 uradnih tekem in dosegel en gol.